# Zakuta
Zakuta (Servisch cyrillisch Закута) is een plaats in de Servische gemeente Kraljevo. De plaats telt 196 inwoners (2002).